# Spoetnik 3
Spoetnik 3 (Russisch: Спутник-3, Satelliet 3)  was een Russische onbemande ruimtevlucht uit 1958. Deze vlucht vond plaats in het kader van het Internationaal Geofysisch Jaar, waaraan onder meer ook de Amerikaanse Vanguard 1 deelnam. In tegenstelling tot Spoetnik 1 en 2, die voornamelijk een politiek doel hadden, had deze missie wetenschappelijk onderzoek als taak. Oorspronkelijk zou deze kunstmaan als eerste in een baan om de Aarde worden gebracht in plaats van Spoetnik 1.

## Bouw

### Ontwerp
In januari 1956 startte men de planning voor deze kunstmatige satelliet, voorlopig aangeduid als ISZ. In juli 1956 lagen de eerste plannen klaar, maar de praktische uitwerking vergde meer tijd dan gepland. Spoetnik 1 bestond uit een eenvoudige bol met antennes en radiozender, maar deed verder niet veel. Spoetnik 2 bracht weliswaar de hond Laika in de ruimte, maar ook in de Sovjet-Unie bleef het een omstreden vlucht. Met Spoetnik 3 keerden de Russen terug naar hun oorspronkelijke bedoeling: het doen van wetenschappelijk onderzoek. De codenaam voor dit project luidde Project D. Gedurende de bouw paste men het ontwerp aan. Experimentele zonnesensors voor de standregeling, een extra telemetriesysteem en twee kosmische stralingsmeters werden toegevoegd. Hierdoor sneuvelden enkele andere onderdelen: hoeksnelheidsmeters en reflectors. Men construeerde twee exemplaren van Project D, hetgeen bepaald geen overbodige luxe bleek.

### Opbouw
Spoetnik 3 had een conische vorm met een hoogte van 3,57 m en een basisdiameter van 1,73 m, opgetrokken uit een magnesium legering. Deze was afgedekt door een gepolijste aluminium huid. De totale massa bedroeg 1327 kg; de wetenschappelijke instrumenten, zend- en ontvangstapparatuur en energievoorziening wogen 968 kg. Spoetnik 3 was uitgerust met zilver/zink accu's en experimentele zonnestroomaccu's. De Sovjets wilden de lange termijneffecten van kosmische straling en micrometeorieten hierop in kaart brengen.
Het ruimtevaartuig stond onder druk middels stikstof. Hierin verschilden de Russische van de Amerikaanse ontwerpen. De Amerikaanse kunstmanen stonden normaliter bloot aan het vacuüm, de Russische daarentegen beschikten over een drukvat. Voor thermostatische controle vertrouwde deze verkenner op een ventilator en verstelbare lamellen om overtollige warmte naar de ruimte uit te stralen. Een bandrecorder sloeg de meetgegevens op om later naar een grondstation te verzenden.
De technische ploeg hield een systematische werkmethode aan. Rode plakband en afdekkingen beschermden de gevoelige technische onderdelen. Deze verwijderde men slechts net voor lancering, waarbij ieder rood deksel en stukje plakband moest worden verantwoord in een speciale lijst. Nu is zo'n handelwijze gemeengoed, echter de Sovjet-Unie zette haar eerste schreden op het pad van ruimtevaart.
Intern gebruikte men gestandaardiseerde behuizingen met speciaal voor raketten ontworpen stekkers. De specificaties hiervan gaf men door aan de wetenschappelijke teams, verantwoordelijk voor de meetinstrumenten.

### Instrumenten
De nuttige lading bestond (naast een radiobaken) uit:
- Plasma-ionenvanger (2)
- Detector voor het meten van het elektrisch veld van de Aarde
- Detector voor opsporen van micrometeorieten
- Magnetometer
- Manometers (3) (twee verschillende types)
- Spectrometer
- Stralingsmeters (5) voor het meten van kosmische straling (vier verschillende types)

## Vluchtverloop

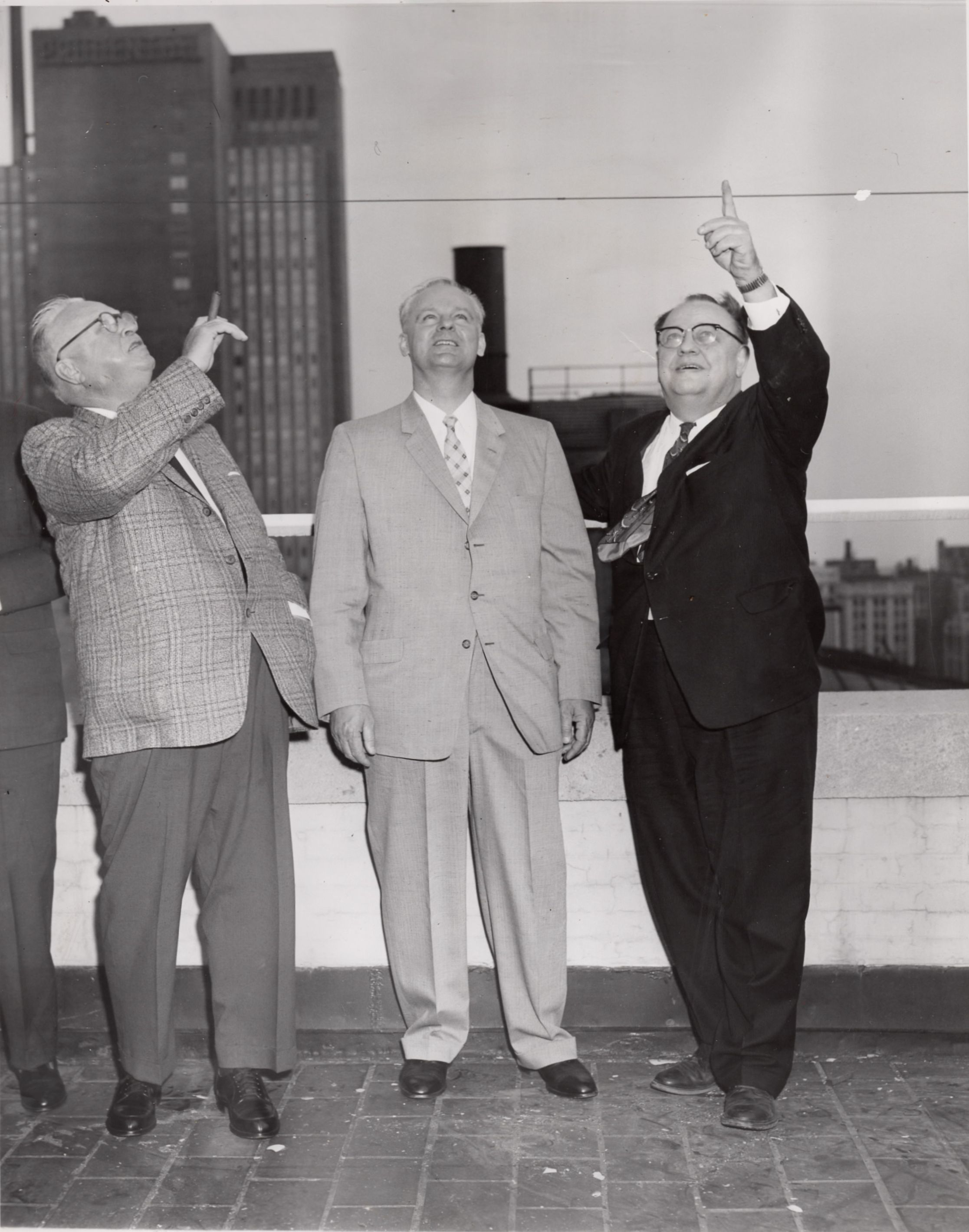
Ambassadeur Mikhail Menshikov (midden) probeert op 18 mei 1958 een glimp van Spoetnik 3 op te vangen boven Chicago.

### Eerste lanceerpoging mislukt
Op 27 april 1958 steeg het eerste exemplaar van het duo op, een officiële persverklaring lag al klaar. Na anderhalve minuut liep het mis en eindigde deze vlucht in een vlammenzee, toen de draagraket in stukken uiteen brak. Er ging een haastig telefoontje naar Moskou. Het Politbureau ondernam snelle actie. De veiligheidsdienst nam luttele minuten later alle opnamen van de vlucht in beslag. Hevige trillingen veroorzaakten de mislukking.
Het bergingsteam borg de relatief onbeschadigde kunstmaan, die van de raket losraakte tijdens de explosie. Toen technisch personeel een beschermingspaneel verwijderde, vloog het toestel echter door kortsluiting in de bedrading alsnog in brand. Met brandblussers wisten ze het vuur te bedwingen.

### Tweede poging slaagt
Het Project D reserve-exemplaar steeg op 15 mei 1958 op met een R-7 draagraket vanaf Tjoeratam op Bajkonoer. Spoetnik 3 kwam in een baan met een hoogste punt van 1864 km, een laagste punt van 217 km en een omlooptijd van 105,9 minuten. De inclinatie bedroeg 65,18° bij een excentriciteit van 0,11093. Maar ook nu traden heftige trillingen op; de geslaagde lancering was kantje boord. Deze vroege en primitieve kunstmaan bezat geen standregeling. In plaats daarvan tuimelde hij eenmaal in de 136 seconden langzaam om zijn as. Westerse analisten schrokken van het opgegeven gewicht en met reden. De Russische raketten bleken nog krachtiger dan gevreesd. Spoetnik 1 woog 83,6 kg, Spoetnik 2 al 508,3 kg en nu bracht de Sovjet-Unie een satelliet van bijna anderhalve ton in de ruimte. De Amerikaanse satellieten uit die tijd wogen slechts enkele tientallen kilo's; de Verenigde Staten beseften dat zij op grote achterstand lagen.
De staatscourant Izvestia publiceerde tekeningen van de kunstmaan, maar gaf geen details over de draagraket prijs. De gangbare accu's, gebruikt voor de meeste wetenschappelijke instrumenten, functioneerden een week tot een maand. De meeste systemen hielden het langer dan twee weken uit (dit lijkt nu lachwekkend, maar tijdens deze eerste pioniersvluchten kon men niet terugvallen op eerdere ervaringen). De experimentele accu die onder andere de scintillatiemeter van elektriciteit voorzag bleef tijdens de hele vlucht goed werken. Het uitvallen van de bandrecorder direct na lancering betekende echter een fikse tegenvaller. Gegevens kon Spoetnik 3 nu slechts direct naar grondstations versturen, maar alle opgevangen data tussen twee volgstations in gingen verloren. Bovendien leverde de volgcomputer op Kamtsjatka voortdurend foutieve en dus onbruikbare informatie.
De Russen kozen er voor om de scintillatiemeter op een vooraf bekendgemaakt radiokanaal uit te laten zenden. Dat bleek een gelukkige greep: volgstations in Groot-Brittannië en Alaska vingen nu stralingsgegevens boven het noordelijk halfrond op, Australië op het zuidelijk halfrond. Bovendien pikte het onderzoeksschip Ob in september voor de Zuid-Amerikaanse kust rond de evenaar ook signalen op. Van 15 mei tot 18 juni functioneerde de meter perfect, daarna raakte hij gedeeltelijk defect maar bleef wel metingen verrichten.
Het elektrisch veld boven de Aarde bleek 10 tot 100 maal krachtiger dan voorspeld. De spectrometer leverde 15.000 spectra in de tien dagen dat hij functioneerde. De manometers registreerden een druk van 0,0001 atm op 266 km hoogte. De piezo-elektrische detector voor micrometeorieten nam gemiddeld iedere 100 seconden een inslag waar. De inslagsnelheid varieerde van 11 tot 70 km/sec. Dit instrument hield er op 26 mei na 11 dagen mee op.
Na 1 mei 1959 kwamen geen bruikbare wetenschappelijke gegevens meer binnen, slechts het radiobaken functioneerde nog.
Spoetnik 3 leverde een waardevolle bijdrage aan het begrip van de bovenste atmosfeerlagen en de ruimte. Deze vroege kunstmaan bleef dubbel zo lang in een omloopbaan als de ontwerpers hadden verwacht. Na een vlucht van 692 dagen viel Spoetnik 3 op 6 april 1960 terug naar de Aarde en verbrandde in de atmosfeer.

## Trivia
De voor de vluchtcomputer verantwoordelijke technici op Tjoeratam waren niet te benijden. Er was onvoldoende onderdak om al het basispersoneel te behuizen. De mannen moesten zich zien te behelpen met afgedekte gaten in de grond nabij het vluchtleidingscentrum. Niet iedereen kon een tukje doen; in de lente krioelde het er 's nachts van de schorpioenen en een nachtwacht bleek noodzakelijk. Overdag was het smoorheet met temperaturen tot 42 °C. Gedurende de 10 tot 12 minuten dat de vluchtleidingscomputer functioneerde steeg de temperatuur in het gebouw tot 50 °C. Daarom startte men de computer pas op net voordat Spoetnik 3 aan de horizon verscheen. Nadat een technicus een zonnesteek opliep en instortte, streken de Sovjetautoriteiten met de hand over hun hart. Men stond toe, dat de werkzaamheden in ondergoed werden verricht. Deze uitzondering gold echter niet voor hun chef of militair personeel: zij werden geacht in volledig kostuum op hun werkplek te verschijnen.